# 犯罪片
犯罪片（英語：Crime film）又可稱為「警匪片」或「警匪電影」是世界上最受歡迎的電影或電視劇類型之一，所有劇情影視当中，犯罪片必定有犯罪也有警探偵辦，與黑幫電影不同的是：犯罪片側重在警探捉拿罪犯，阻止犯罪及犯罪可惡不道德所有劇情過程，黑幫電影則側重在集會結社之自由權利，及幫派徒眾爭權奪利合理化、英雄化、義氣化，警探偵防犯罪則是劇情支線，甚至沒有警探，犯罪片、黑幫電影都屬於動作片，皆為商業電影提供大眾購買觀賞及娛樂。

## 級別
- 台灣─根據中華民國文化部所訂定的《電影片與其廣告片審議分級處理及廣告宣傳品使用辦法》，此類型多為保護級至限制級電影。
- 香港─根據影視及娛樂事務管理處所訂定的香港電影分級制度，以二到三級（18歲以上限定）為主。

## 分類舉隅
- 《黑雨》雖部份描述日本極道黑幫，劇情主軸仍在描述刑警捉拿罪犯；是犯罪片。
- 美國電影《沉默的羔羊》描述聯邦調查局（FBI）探員抓拿人魔，是犯罪片。
- 李連杰主演的龍之吻，描述巴黎市警局警員集體瀆職、包庇犯罪，是犯罪片。
- 香港《古惑仔電影系列》，屬於幫派電影，而非犯罪片。

## 其他類型
犯罪片與懸疑片、警匪片因為這三個類型片存在重疊點。犯罪片和懸疑片有時同樣都關於一宗謀殺案件，而犯罪片和警匪片同樣都可以出現警察或黑幫角色。犯罪片着眼於犯罪事件的過程和動機的鋪展，懸疑片注重案件的謎團和懸疑氣氛，警匪片則較關乎警匪或黑幫角色之間互鬥的動作場面。
- 江湖片
- 臥底片
- 黑色電影
- 黑幫電影
- 英雄式血灑